# Louis Billot
Louis Billot, S.J., (Sierck, Francia, 1846 - Galloro, Italia, 18 de diciembre de 1931) fue un cardenal, religioso jesuita, catedrático y teólogo francés. Fue conocido por su apoyo a la Action française y por haber renunciado al título de cardenal en 1927.

## Biografía
Nació en Sierk (Francia) en 1846. Curso estudios en el seminario de Blois e ingresó en la Compañía de Jesús en el noviciado de Angers en 1869. Hizo sus primeros votos en Laval y fue ordenado sacerdote en Blois.
De 1880 a 1885 fue profesor de Teología dogmática en la Facultad de Teología del Instituto Católico de Angers, fundado en 1880. En 1885 es llamado a Roma por el Papa León XIII para ejercer la docencia en la Pontificia Universidad Gregoriana. Ejercerá como catedrático de Teología en esta universidad desde 1885 hasta 1911, teniendo entre sus alumnos a Eugenio Pacelli, futuro Papa Pío XII. Durante esta época combatió el modernismo en varios escritos y colaboró en la redacción de la encíclica Pascendi del Papa San Pío X. En 1909 fue nombrado consultor de la Sagrada Congregación del Santo Oficio por San Pío X, el mismo Pontífice que en 1911 le nombró cardenal. Billot se enteró del nombramiento por la prensa:

Se cuenta que cuando Ie leyeron la noticia aparecida en L'Osservatore Romano creyó que era una broma de dudoso gusto y se enfadó. Pero al constatarla por sí mismo, empalideció y se retiró a su habitación.

Entonces hubo de abandonar la docencia y empezó a trabajar en diversas Congregaciones de la curia romana. Uno de sus hermanos, comandante en el ejército francés, murió durante la Primera Guerra Mundial.
Fue el cardenal que el 12 de febrero de 1922 colocó la tiara papal sobre la cabeza del recién elegido Pío XI. Inicialmente la relación entre ambos fue buena, pero un incidente ocurrido en 1924 lo cambió todo. El 11 de mayo de 1924 se celebraron elecciones en Francia  y el nuncio papal en París pareció apoyar a la coalición masónico-izquierdista. Unos días más tarde el cardenal Billot y el Papa tuvieron la siguiente conversación:

-Eminencia, vuestros franceses han votado bien mal...
-Santidad, vuestro nuncio ha hecho todo lo necesario para ello.
-¿Mi nuncio? ¿Mi nuncio? iÉl ejecuta mis órdenes! Es mi política, mi política, mi política...

Después de este incidente Pío XI dejó de recibirle en sus audiencias cotidianas a los cardenales durante dos años.  
En 1926 Billot trató de defender, en vano, a la Action française de la condena de las autoridades eclesiásticas. Y un año después, en septiembre de 1927, renunció al capelo cardenalicio. Como no había sido consagrado obispo, volvió a ser el padre Louis Billot, de la Compañía de Jesús. Se retiró al noviciado jesuita de Galloro, en la campiña romana, y se dedicó a la reedición de sus obras, que han sido los manuales de Teología de referencia de multitud de clérigos a lo largo del siglo XX, entre ellos Julio Meinvielle y Leonardo Castellani.
Murió en Galloro el 18 de diciembre de 1931. 

## Polémicas

### LaAction française
Billot era un conocido simpatizante de la Action française. En agosto de 1926 el cardenal Andrieu de Bordeaux, primado de las Galias, firmó una advertencia contra el movimiento, intervención que el cardenal Billot rechazó enérgicamente. La protesta de Billot fue conocida en Roma, por lo que convocado a comparecer ante el cardenal Gasparri, Secretario de Estado de la Santa Sede. Billot leía todas las publicaciones de la Action française desde hacía años, por lo que conocía la organización y su pensamiento con todo lujo de detalles, pero Gasparri le exigía una retracción invocando "la voluntad superior" y el cuarto voto de los jesuitas. Ante la invocación del cuarto voto, Billot accedió a publicar una nota que desautorizase su protesta inicial, pero sin reprobar su juicio ideológico, al que no estaba dispuesto a renunciar por considerarlo conforme a la verdad. 
El 29 de diciembre de 1926 la Sagrada Congregación del Santo Oficio publicó un decreto condenatorio de la Action française.

### Renuncia al capelo cardenalicio
Ya en su conversación con el cardenal Gasparri había exclamado "Y bien, entonces tome mi púrpura...". Nunca tuvo apego a ella, la aceptó por obediencia a San Pío X. El 19 de septiembre de 1927 renunció efectivamente al capelo cardenalicio, si bien la renuncia no fue hecha pública hasta diciembre de ese año.

## Obras

### Libros

#### Libros en latín:
- De Deo Uno et Trino.
- De gratia Christi.
- De virtutibus infusis.
- De personali et originali peccato.
- De Verbo incarnato.
- De Inspiratione Sacrae Scripturae.
- De Ecclesia, dos tomos.
- De Sacramentis, dos tomos.
- De novissimis.
- De immutabilitate traditionis contra novam haeresim modernismi.

#### Libros en Francés:
- La Parousie (1921).

#### Traducciones al castellano:
En 1978 se hizo una traducción castellana de la cuestión XVII del tomo II de su obra De Ecclesia, con el título El error del liberalismo. Desde entonces se han hecho varias ediciones de esta obra.